# Georges Demotte
Georges-Joseph Demotte (1877-1923) est un antiquaire et marchand d'art français d'origine belge, spécialisé dans l'art médiéval.

## Biographie
Né le 17 juin 1877 en Belgique, Georges-Joseph Demotte devient diamantaire puis épouse Shema Stora, fille d'un important antiquaire. Vers la fin des années 1900, Georges acquiert une réputation de restaurateur d'objets anciens, pour la plupart issu du patrimoine médiéval européen. Il ouvre une première boutique à Paris, rue de Provence. Puis, à l'instar de Charles Vignier, il se lance dans la vente d’objets d’art persans.
Vers 1910, il acquiert un manuscrit persan auprès de Shemavan Malayan, beau-frère du fameux marchand d'antiquités Hagop Kevorkian, une version du Shah Nâmeh, rapportée de Téhéran ; le manuscrit s'y trouvait encore en 1896, quand il fut photographié dans la bibliothèque kadjar puis il aurait été vendu en 1908. Connu aujourd'hui sous le nom de  Livre des rois du Grand Mongol, le Shâh Nâmeh Demotte est bientôt mis en vente par son nouveau propriétaire mais ne trouve pas preneur au prix demandé ; le Metropolitan Museum, sollicité, déclina. Demotte décide alors de le fragmenter, au point d'en perturber l'ordre originel, aujourd'hui à jamais perdu du fait de la disparition du colophon ; l'ensemble est dispersé entre de multiples acheteurs dont des musées.
En 1913, Demotte déménage sa galerie parisienne au 27 rue de Berri, et y organise des expositions où sont présentés dans une mise en scène très théâtrale œuvres et éléments d’architecture médiévaux. Il est très lié au sculpteur américain George Grey Barnard à qui il révèle que son chiffre d'affaires pour l'exercice 1913-1914 se monte à 3 millions de francs, somme alors considérable. C'est ainsi qu'il ouvre en avril 1918 un second point de vente sur East Street à New York. L'essentiel de sa clientèle est américaine. Cette année-là, Henri Matisse peint son portrait (musée des beaux-arts de Lyon),. 
En 1923, il attaque en justice son ancien représentant à New York, Jean Vigoroux, devant les tribunaux français pour détournement de fonds, tout en poursuivant simultanément Joseph Duveen pour calomnie devant les tribunaux américains, ce dernier ayant déclaré qu'une statuette médiévale que Demotte avait vendue était un faux. Les deux affaires étaient en cours, lorsque Demotte fut accidentellement abattu par un ami et collègue marchand d'art parisien, Otto Wegener, lors d'une partie de chasse à Chaumont-sur-Tharonne, le 3 septembre 1923. 
Wegener, condamné pour homicide involontaire par les tribunaux français, versa une indemnité à la famille de Demotte, à hauteur de 100 000 francs. Les galeries de Demotte, dont le fonds était estimé au moment du drame à deux millions de dollars américains, furent reprises par son fils Lucien, décédé en 1934.
Il semblerait que les acquisitions opérées par le musée du Louvre via Demotte, avant 1923, l'aient été dans des circonstances beaucoup moins douteuses qu'il ne l'a été dit.